# Crossoglossa sotoana
Crossoglossa sotoana är en orkidéart som beskrevs av Franco Pupulin och Karremans. Crossoglossa sotoana ingår i släktet Crossoglossa, och familjen orkidéer. Inga underarter finns listade i Catalogue of Life.